# 250. pehotni polk (Italija)
250. pehotni polk Pallanza (italijansko 250º Reggimento fanteria "Pallanza") je bil pehotni polk Kraljeve italijanske kopenske vojske.

## Zgodovina
Med prvo svetovno vojno je bil polk nastanjen na soški fronti.